# Gutsanlage Reuden

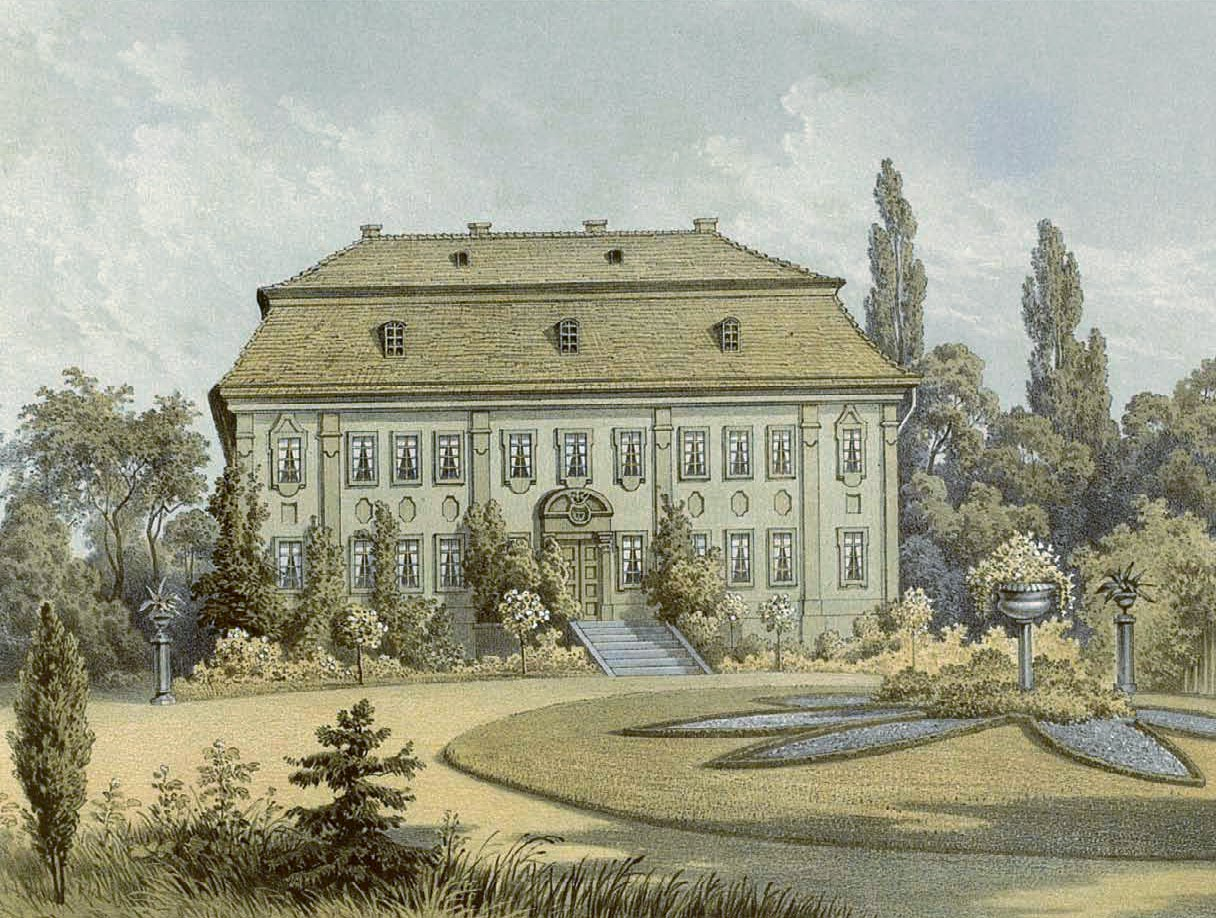
Herrenhaus Reuden um 1860, Sammlung Alexander Duncker

Die Gutsanlage Reuden befindet sich in dem zur Stadt Calau gehörenden Dorf Reuden im Landkreis Oberspreewald-Lausitz in Brandenburg. Die gesamte Gutsanlage, bestehend aus dem Herrenhaus Reuden, einem Wirtschaftshof mit Gewächshaus, Gärtnerhaus, Wohnhaus und Wirtschaftsgebäuden; einer Gärtnerei und einem Landschaftspark, steht unter Denkmalschutz.

## Geschichte

### Herrenhaus
Das Herrenhaus in Reuden ist ein zweigeschossiger Zweiflügelbau mit Mansardwalmdach. Der Grundriss ist L-förmig. Der Bau des Südflügels wurde gegen Ende des 17. Jahrhunderts, vermutlich zwischen 1670 und 1680, begonnen; im Jahr 1730 wurde das Gebäude für den damaligen Gutsbesitzer Otto Bernhardt Borcke zu einer Zweiflügelanlage umgebaut. Das Herrenhaus ist elfachsig und hat einen dreiachsigen Mittelrisaliten mit Eingangsportal. Vor dem Eingang befindet sich eine Terrasse mit Freitreppe. Die Wände des Südflügels wurden teilweise mit Feldsteinen errichtet. 1867 wurde der Wassergraben um das Herrenhaus von drei Seiten zugeschüttet und die darüber führende Brücke abgerissen. Im Jahr 1890 erfolgte ein weiterer Umbau des Herrenhauses. Das Gebäude verfügte einst über eine reiche Putzgliederung, die im 20. Jahrhundert durch eine Erneuerung des Außenputzes verloren ging. 1980 wurde das Gebäude erneut modernisiert und die Fenster erneuert.
Erster Besitzer des Herrenhauses war die Adelsfamilie von Zabeltitz, bereits kurz nach der Fertigstellung des Herrenhauses wurde das Gut im Jahr 1682 von einem Adam von Liszt gekauft. Um 1700, jedoch bis spätestens 1730, gelangte das Gut in den Besitz des Generals Ernst Matthias von Borcke (bzw. Borck), der es nach seinem Tod im Jahr 1728 vererbte. 1781 kam das Gut Reuden in den Besitz des Johann Carl Heun, der wiederum verkaufte Reuden im Jahr 1860 an einen Wilhelm Haake. Etwa seit Beginn des 20. Jahrhunderts hatte die Familie Lindner die Grundherrschaft über Reuden inne. Bei der Bodenreform in der Sowjetischen Besatzungszone 1945 wurden die letzten Gutsbesitzer enteignet.
Zu DDR-Zeiten waren in dem Herrenhaus eine Betriebsküche, ein Büro der örtlichen Landwirtschaftlichen Produktionsgenossenschaft und drei Wohnungen untergebracht. Nach der Deutschen Wiedervereinigung ging der Gebäudekomplex in den Besitz der Treuhandanstalt über, seit 1998 ist das Herrenhaus in Privatbesitz.

### Gutshof

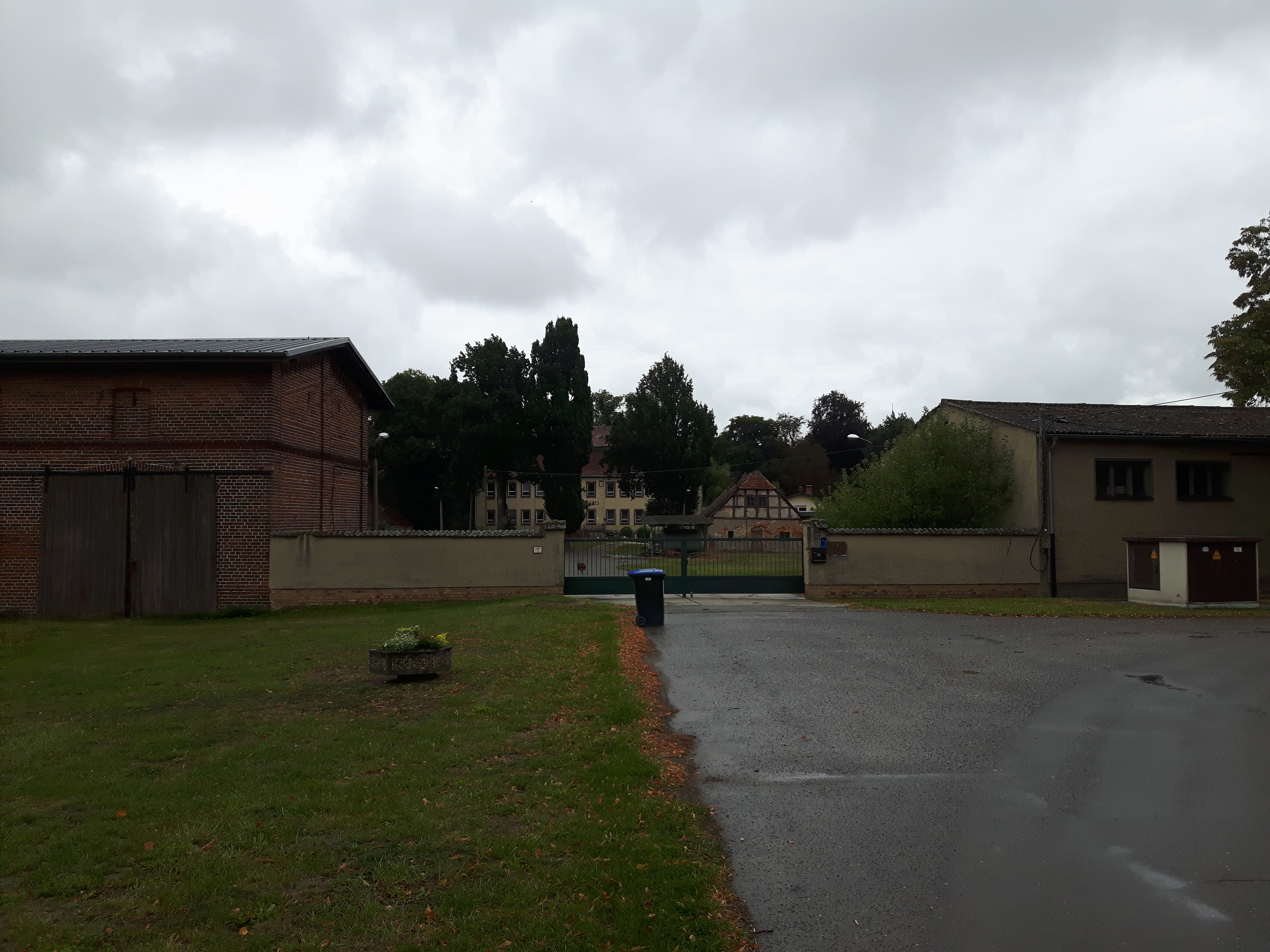
Gutshof und Herrenhaus Reuden (2019)

In den denkmalgeschützten Bereich sind neben dem Herrenhaus Reuden auch mehrere Wirtschaftsgebäude aufgenommen. Der Gutshof ist dem Herrenhaus nördlich vorgelagert. Zum Gutshof gehören zwei in der Art von Kavaliershäusern vorgelagerte Wohngebäude, das ältere von beiden wurde während der ersten Hälfte des 18. Jahrhunderts errichtet und ist ein eingeschossiger Putzbau mit Krüppelwalmdach. Gegenüber steht das neuere Wohnhaus, ein in der zweiten Hälfte des 19. Jahrhunderts erbauter Putzbau mit Satteldach, der als Gärtnerwohnhaus diente. Mit ersterem Wohnhaus ist ein Fachwerkbau baulich verbunden, der sich entlang der westlichen Grenze des Gutshofes erstreckt. Dieser wurde ursprünglich als Pferdestall und später als Schmiede genutzt.
Im Norden an der Ortsdurchgangsstraße wird der Reudener Gutshof von einem Stallgebäude aus der ersten Hälfte des 20. Jahrhunderts begrenzt. Auf der anderen Seite des Eingangstores steht ein L-förmiger massiver Ziegelbau mit Satteldach. Dieser wurde im Jahr 1870 unter dem damaligen Gutsbesitzer Haake gebaut, auf das Baujahr deutet eine Inschrift am Gebäude hin. Das Herrenhaus bildet zusammen mit dem direkt angrenzenden Gewächshaus die südliche Grenze des Gutshofes.
Südlich und südwestlich des Herrenhauses erstreckt sich ein Gutspark, der im Süden durch den Reudener Graben begrenzt wird. Der Park wurde ursprünglich zwischen 1725 und 1727 durch den Gärtner Johann Christian Kühl nach Auftrag von Ernst Matthias von Borck angelegt. Um 1865 wurde der Park umgestaltet. Außerhalb des Gutshofes befindet sich nordwestlich des Herrenhauses die 1729 eingeweihte Gutskapelle Reuden.